# Harakiri (film)
Harakiri (jap. 切腹 Seppuku) – japoński film samurajski z 1962 roku w reżyserii Masakiego Kobayashiego. Zdjęcia kręcono w Kioto.
Akcja filmu rozgrywa się pomiędzy 1619 a 1630 rokiem, w okresie Edo, podczas rządów shōgunów z rodu Tokugawa. Film opowiada historię rōnina o imieniu Hanshirō Tsugumo, który po utracie swojego pana nie popełnia seppuku, jak nakazuje obyczaj, ale opiekuje się córką i wnukiem – rodziną swojego zięcia, który został zmuszony do popełnienia rytualnego samobójstwa. 
Film przedstawia negatywne cechy ówczesnego systemu feudalnego oraz krytycznie odnosi się do cech i postępowania daimyō oraz innych wysoko postawionych obywateli. Popełnienie seppuku uważane było za jedyny sposób na ocalenie splamionego honoru.
W 1963 roku film został nominowany do głównej nagrody na Międzynarodowym Festiwalu Filmowym w Cannes. Pojedynek o Złotą Palmę przegrał z Lampartem, zdobył jednak Specjalną Nagrodę Jury.

## Obsada
- Tatsuya Nakadai – Hanshirō Tsugumo
- Rentarō Mikuni – Kageyu Saitō
- Shima Iwashita – Miho Tsugumo
- Akira Ishihama – Motome Chijiiwa
- Tetsurō Tamba – Hikokuro Omodaka
- Ichirō Nakaya – Hayato Yazaki
- Yoshio Aoki – Umenosuke Kawabe